# Teng Xiu
En aquest nom xinès, el cognom és Teng.
Teng Xiu (mort el 288 EC), nom estilitzat Xianxian (顯先), va ser un ministre Wu Oriental durant el període dels tardans Tres Regnes de la història xinesa. Teng va servir com el Ministre d'Exteriors. En el 279, l'emperador de Wu Oriental Sun Hao va preguntar a Teng sobre com respondre a una invasió de la Dinastia Jin.
Teng Xiu era originari de Xi E a Nanyang. Ell serví al govern de Wu com general i comandant. Se li va atorgar el títol de Marquès de Xi E. En l'època de Sun Hao ell va reemplaçar a Xiong Mu com l'Inspector de Guangzhou. Quan va anar a encarregar-se dels assumptes allí, hi va trobar-se amb un comandant corrupte, Guo Ma, el qual estava causant problemes. Hao va empentar Xiu a fer servir el seu poder i bondat per fer front a la situació. Va ser nomenat Cap Controlador dels afers militars de Guangzhou i també fet General que Guarda el Sud.
Ell encara no havia controlat la situació quan Jin va emprendre una campanya contra Wu. Aleshores en va dirigir la seva força cap a Nan. Quan arribà a Baqiu, Hao ja s'havia rendit. Va plorar després quan li va donar a Lu Feng el rang d'Inspector de Guangzhou i a Wang Yi el de Gran Administrador de Cang Wu, lliurant el seu segell.
Hi va haver una ordre imperial per Teng Xiu de servir com a General que Pacifica el Sud, Governador de Guangzhou, i se li atorgà el títol de Marquès de Wudang. Teng Xiu aconseguí manejar els assumptes de la província. Ell va restar al sud durant molts anys i es va encarregar dels bàrbars de la frontera. En el 9è any de Tai Kang (el 288 EC), Xiu va faltar. Es va demanar que l'enterressen en el capitoli. L'emperador pensà que això era una gran idea i va prescindir d'1 qing de terra per la tomba. Xiu va rebre un títol pòstum.

## Anotacions
1. ↑  Aprox. 6.7 hectàrees o 100 mu